# Mobilgerät

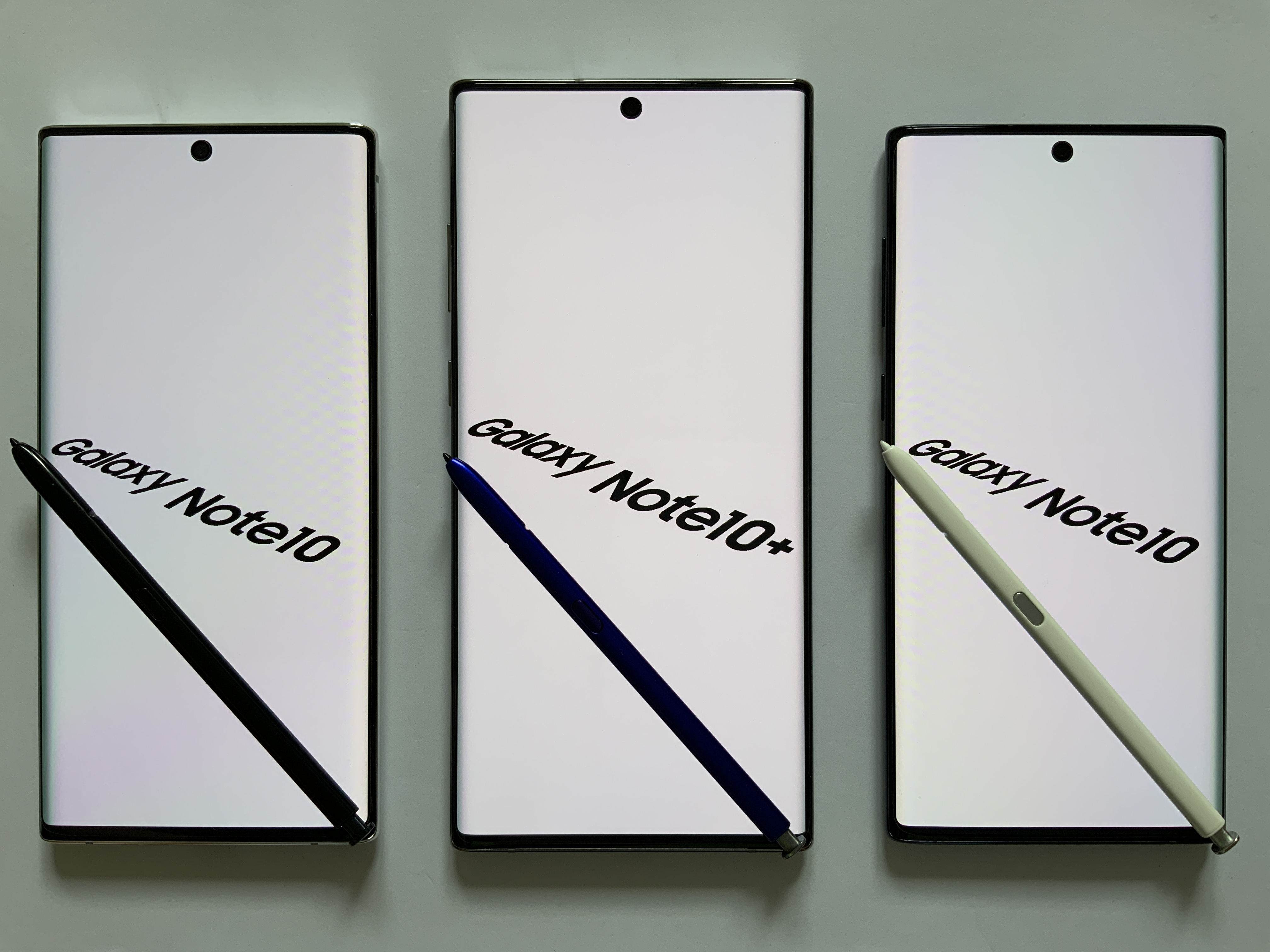
Smartphones

Mobilgeräte beziehungsweise mobile Endgeräte sind Endgeräte, die aufgrund ihrer Größe und ihres Gewichts ohne größere körperliche Anstrengung tragbar und somit mobil einsetzbar sind. Es sind elektronische Endgeräte für mobile, netzunabhängige Daten-, Sprach- und Bildkommunikation sowie Navigation. Endgeräte sind hier ausschließlich in ihrer informationstechnischen und kommunikationstechnischen Definition zu verstehen. Internetfähige Mobilgeräte lösen zunehmend den Einsatz von herkömmlichen, stationären Endgeräten ab. Die laufenden Datenverkehrs-Analysen durch StatCounter ergaben im Oktober 2016 weltweit erstmals einen Vorsprung von mobilen gegenüber stationären Endgeräten. „StatCounter“ verglich in diesem Fall die Nutzung von Handhelds wie Smartphones und Tablets mit einem Datenverkehrs-Volumen von 51,3 Prozent gegenüber Desktop-Geräten und Laptops mit einem Anteil von 48,7 Prozent.

## Unterteilung

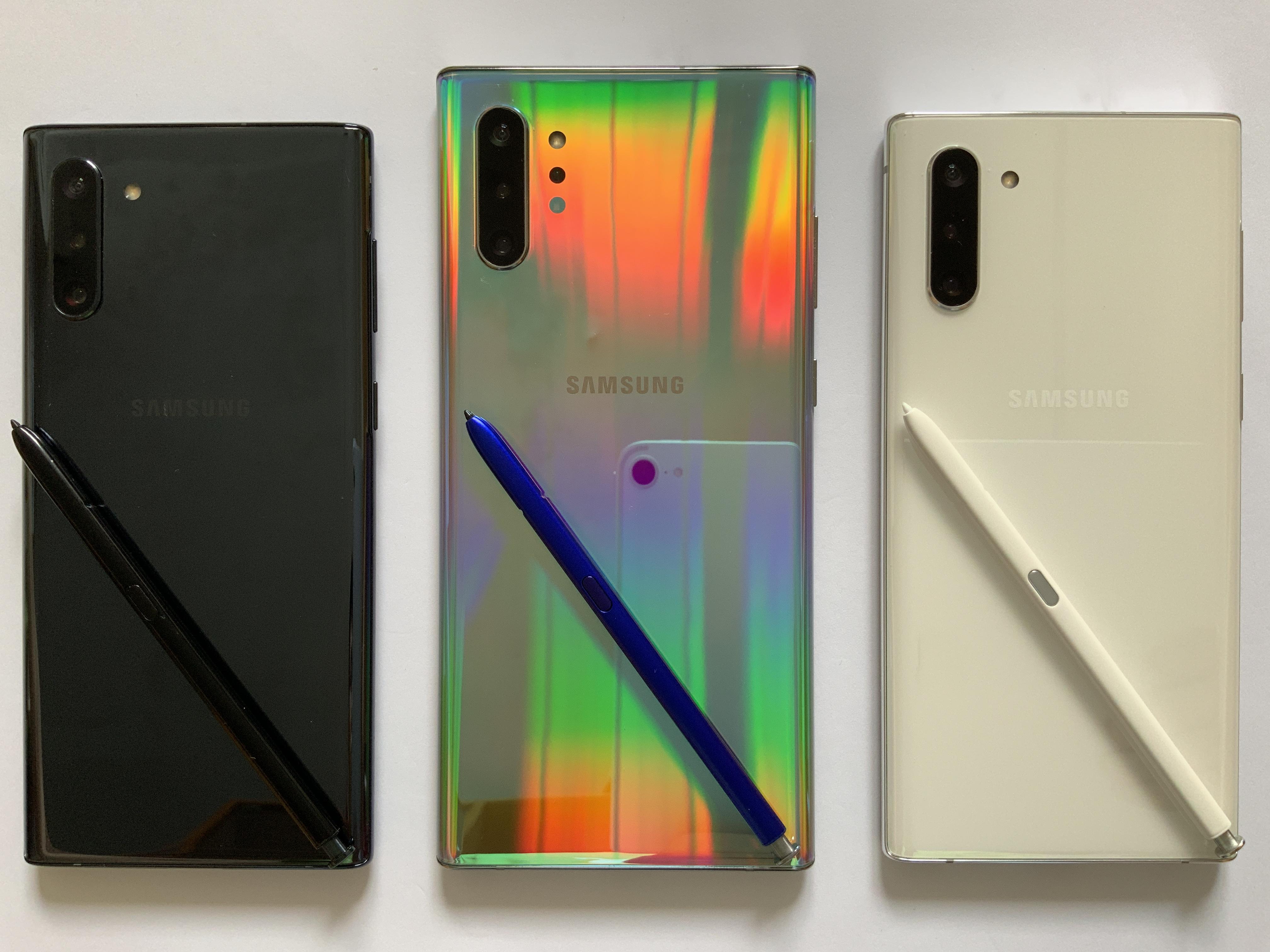
Smartphones

- Im allgemeinen Sprachgebrauch werden unter Mobilgeräten Mobiltelefone (z. B. Smartphones), Tablet-Computer und Personal Digital Assistants (PDAs) zusammengefasst. Solche Mobilgeräte zeichnen sich durch die ortsunabhängige Verfügbarkeit von PIM-Daten und auf stationären Endgeräten nutzbaren Anwendungen sowie die gleichzeitige Nutzungsmöglichkeit von Funk-, Mobilfunk- (GSM, GPRS, UMTS, EDGE) und anderen Telekommunikationsdiensten aus.
- Notebooks und Subnotebooks können im weiteren Sinne ebenfalls der Gruppe der Mobilgeräte zugeordnet werden und werden dann mit den Smarthandys und Assistants unter dem Begriff Mobile Computing zusammengefasst – für diese Gruppe ist WLAN oder WLAN-Tauglichkeit typisch.
- Außerdem umfasst der Begriff Walk- und Discmans, MP3-Player, Taschenfernseher (tragbare Fernsehgeräte), E-Book-Lesegeräte und andere tragbare Ausgabegeräte für elektronische Medien.
- Zu den Mobilgeräten zählt man außerdem GPS-Geräte und andere tragbare Schnittstellengeräte der Satellitenkommunikation.

## Abgrenzung
Mobilgeräte sind also die Handhelds (‚Handgeräte‘) bis zu den Palmtops (‚handflächengroße‘ Geräte), und die Pocket Computer (‚Taschencomputer‘) bis aktenkoffergroßen Mobilcomputer. Nicht zu den Mobilgeräten zählt man aber Geräte, die schon immer – vor Entwicklung der elektronischen Geräte – Handgeräte waren, also Fotoapparate, und auch klassische Videokameras, oder die Armbanduhr und den Taschenrechner, die keine Kommunikationsgeräte im eigentlichen Sinne sind.
Andererseits werden mit jeder neuen Mobilgerät-Generation Funktionen aus benachbarten Segmenten mitimplementiert – ein modernes Smartphone hat etwa ein vollwertiges Betriebssystem mit vielen Anwendungsprogrammen eines Desktop-Computers, QWERTZ-Tastatur, Mobiles Internet, GPS-Funktionen, Foto- bzw. Videokamera und zusätzliche zweite Videokamera für Videotelefonie, einen vollwertigen MP3-Spieler, Fernseher, und anderes. Die einzelnen Klassen der Geräte lassen sich so kaum mehr systematisch trennen und beziehen sich mehr auf übliche Größen und Formate der Gerätehülle und die Bedienelemente.